# Canguaretama
Canguaretama là một đô thị thuộc bang Rio Grande do Norte, Brasil. Đô thị này có diện tích 245,529 km², dân số năm 2007 là 30035 người, mật độ 122,3 người/km².